# Новокуйбышевская ТЭЦ-2
Новокуйбышевская ТЭЦ-2 — энергетическое предприятие в городе Новокуйбышевск, Самарская область. 
ТЭЦ является подразделением 
АО «Новокуйбышевская нефтехимическая компания».ПАО «НК «РОСНЕФТЬ» 

## История и деятельность
Строительство под Новокуйбышевском трех промышленных гигантов: нефтеперерабатывающего завода, завода синтетического спирта и нефтехимического комбината — послужило причиной возведения в этом же районе источника энергии. В апреле 1954 года началась разработка проекта Новокуйбышевской ТЭЦ-2 мощностью 200 тыс. киловатт.
1 мая 1962 года был сдан в эксплуатацию первый котел и турбина ТЭЦ-2, а через 10 лет теплоэлектроцентраль была полностью введена в строй. На станции установлено 12 энергетических котлов, из них 10 — типа ТГМ-84 и два котла — типа ТМ-84 производительностью 420 т/час, а также 10 турбоагрегатов общей мощностью 620 МВТ.
Высота двух дымовых труб электростанции достигает 180 метров, ещё одной — 120 метров.
15 февраля 2013 г. ОАО "Волжская территориальная генерирующая компания" (контролирующий акционер — "КЭС-Холдинг" Виктора Вексельберга) и нефтехимический холдинг "САНОРС" подписали соглашение о продаже Новокуйбышевской ТЭЦ-2.

## Адрес
- 446200, Самарская область, г. Новокуйбышевск.

## Перечень основного оборудования
| Агрегат                              | Тип          | Изготовитель                                     | Количество | Ввод в эксплуатацию | Основные характеристики | Основные характеристики | Источники   |
| Агрегат                              | Тип          | Изготовитель                                     | Количество | Ввод в эксплуатацию | Параметр                | Значение                | Источники   |
| ------------------------------------ | ------------ | ------------------------------------------------ | ---------- | ------------------- | ----------------------- | ----------------------- | ----------- |
| Оборудование паротурбинных установок |              |                                                  |            |                     |                         |                         |             |
| Паровой котёл                        | ТГМ-84 (А,Б) | Таганрогский котельный завод «Красный котельщик» | 11         | 1962—1972 г.        | Топливо                 | газ                     | [ 2 ]       |
| Паровой котёл                        | ТГМ-84 (А,Б) | Таганрогский котельный завод «Красный котельщик» | 11         | 1962—1972 г.        | Производительность      | 420 т/ч                 | [ 2 ]       |
| Паровой котёл                        | ТГМ-84 (А,Б) | Таганрогский котельный завод «Красный котельщик» | 11         | 1962—1972 г.        | Параметры пара          | 140 кгс/см2, 550 °С     | [ 2 ]       |
| Паровая турбина                      | ПТ-50-130/13 | Ленинградский металлический завод                | 2          | 1962 г. 1963 г.     | Установленная мощность  | 50 МВт                  | [ 2 ]       |
| Паровая турбина                      | ПТ-50-130/13 | Ленинградский металлический завод                | 2          | 1962 г. 1963 г.     | Тепловая нагрузка       | — Гкал/ч                | [ 2 ]       |
| Паровая турбина                      | Р-35-130/21  | Ленинградский металлический завод                | 2          | 1964 г. 2014 г.     | Установленная мощность  | 35 МВт                  | [ 2 ] [ 1 ] |
| Паровая турбина                      | Р-35-130/21  | Ленинградский металлический завод                | 2          | 1964 г. 2014 г.     | Тепловая нагрузка       | — Гкал/ч                | [ 2 ] [ 1 ] |
| Паровая турбина                      | ПТ-60-130/13 | Ленинградский металлический завод                | 2          | 1965 г. 1967 г.     | Установленная мощность  | 60 МВт                  | [ 2 ]       |
| Паровая турбина                      | ПТ-60-130/13 | Ленинградский металлический завод                | 2          | 1965 г. 1967 г.     | Тепловая нагрузка       | — Гкал/ч                | [ 2 ]       |
| Паровая турбина                      | Т-50-130     | Уральский турбинный завод                        | 1          | 1968 г.             | Установленная мощность  | 50 МВт                  | [ 2 ]       |
| Паровая турбина                      | Т-50-130     | Уральский турбинный завод                        | 1          | 1968 г.             | Тепловая нагрузка       | — Гкал/ч                | [ 2 ]       |